# Фондация за изследване на радиационните ефекти
Фондацията за изследване на радиационните ефекти (RERF) е съвместна американско-японска изследователска организация, отговорна за изучаването на медицинските ефекти от радиацията и свързаните с нея заболявания върху хората за благосъстоянието на оцелелите и цялото човечество. Организацията се намира в Хирошима, Япония.
Това проучване продължава от 70-те години на XX век, което прави RERF единствената институция, провеждала епидемиологични проучвания върху популация от над 120 000 души за толкова дълго време. RERF продължава да провежда изследвания и към 2025 г., тъй като ефектите от радиацията от атомните бомби върху човешкото здраве не са напълно изяснени.
RERF провежда изследвания в широк спектър от научни области, включително епидемиология, клинична медицина, генетика и имунология. Резултатите от проучванията на RERF са използвани не само за медицинските грижи и благосъстоянието на оцелелите от атомна бомба, но и за установяването на международни стандарти за радиационна защита.

## История
Преди RERF Комисия по жертвите на атомните бомбардировки е създадена през 1948 г. от Националната академия на науките на Съединените щати. Организацията е създадена, за да определи как в дългосрочен план радиационното облъчване би повлияло на здравето на жертвите на атомните бомби.
През 50-те години на XX век е проведено обширно интервю, базирано на записи, събрани от всеки оцелял след атомната бомбардировка. Записите се отнасят до местоположението и структурата на сградите, в които оцелелите може да са се намирали по време на бомбардировката. Въз основа на тези записи са изчислени дозите на радиация за повечето оцелели след атомната бомбардировка.
RERF е създадена на 1 април 1975 г. като фондация с нестопанска цел под юрисдикцията на Министерството на външните работи на Япония и Министерството на здравеопазването и благосъстоянието. На 1 април 2012 г. RERF става фондация с обществена полза, създадена с разрешение от министър-председателя на Япония.